# شركة والت ديزني
شركة والت ديزني (بالإنجليزية: The Walt Disney  Company) والمعروفة باسم ديزني هي إحدى شركات وسائل الإعلام والترفيه في العالم. تأسست الشركة في 16 أكتوبر، 1923، من قبل الأخوان والت وروي ديزني في شكل إستوديو لفن التحريك (الأنيمايشن)، وكما أنه أصبح واحداً من أكبر الاستوديوهات في هوليوود، وأصحاب أو مرخص لأحد عشر حدائق ملاهي والعديد من شبكات (التلفزيون) مثل هيئة الإذاعة الأمريكية (ABC) وإي إس پي إن. مقر شركة ديزني الرئيسي ومرافق الإنتاج الأولي تقع في إستديوهات والت ديزني (Walt Disney Studios) في بربانك، كاليفورنيا. الشركة هي من العناصر المكونة لمؤشر داو جونز الصناعي.

## تاريخ الشركة

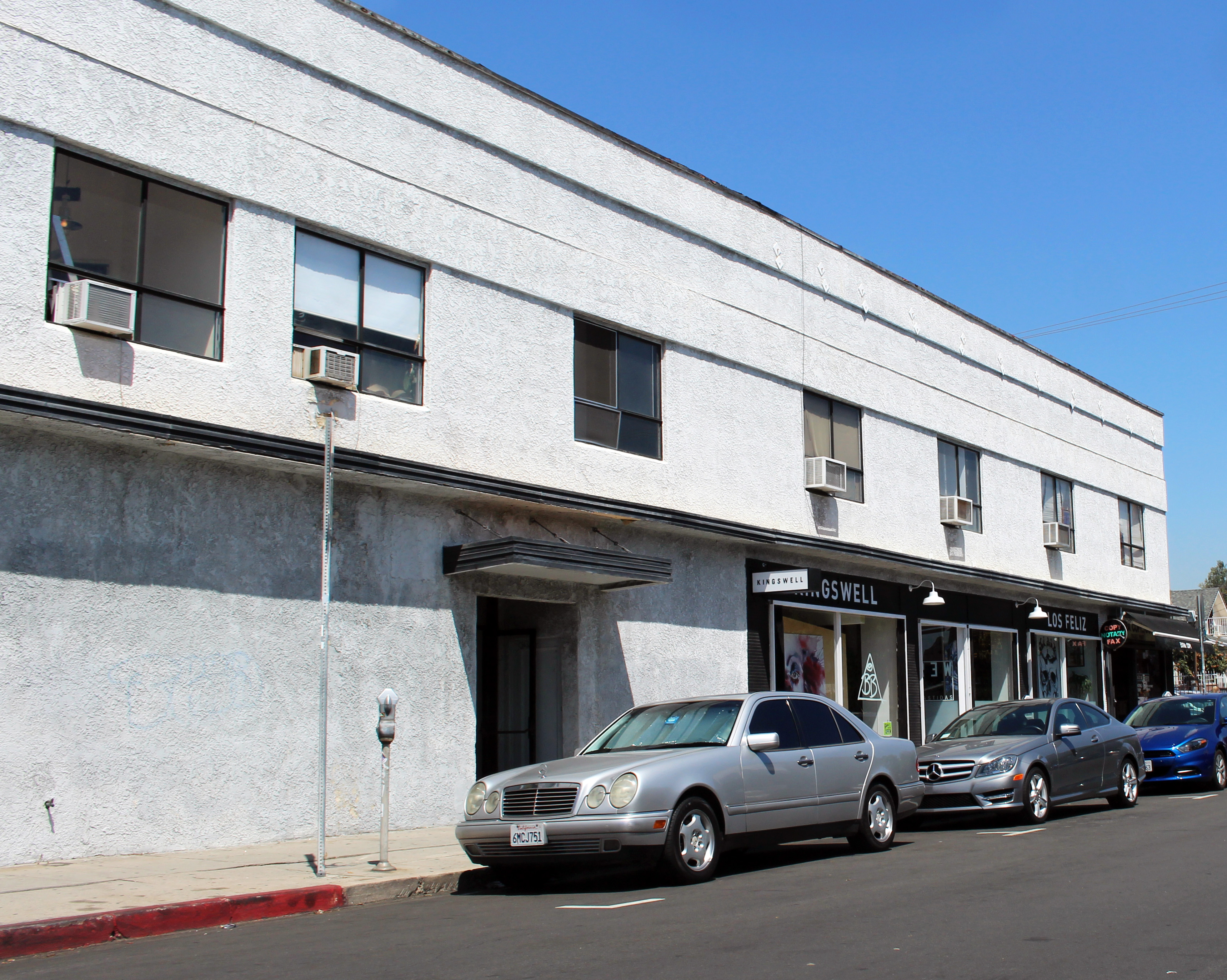
المبنى في حي لوس فيليز بمدينة لوس أنجلوس والذي كان مقر الاستوديو في الفترة ما بين عام 1923 حتى عام 1926

### 1923 - 1928: الحقبة الصامتة
في أوائل عام 1923 في كانساس سيتي بولاية ميزوري قام رسام الرسوم المتحركة والت ديزني بإنشاء فيلم قصير بعنوان بلاد عجائب أليس، والتي ظهرت الممثلة الطفلة فرجينيا ديفيس تفاعل مع شخصيات الرسوم المتحركة. اتصلت موزعة الفيلم مارغريت وينكلر مع ديزني للتخطط لتوزيع سلسلة من الأفلام الكوميدية أليس من سلسلة أليس بلاد العجائب. انتقل والت ديزني، وشقيقه روي إلى لوس انجليس. في 16 تشرين الأول 1923، وضعوا متجر في مرأب عمه روبرت ديزني، معلنين بداية كارتون ديزني وأول استوديو للأخوين. في غضون بضعة أشهر، انتقلت الشركة إلى الجزء الخلفي من أحد المكاتب العقارية في وسط مدينة لوس انجليس، حيث استمر الإنتاج على الأفلام الكوميدية أليس حتى عام 1927، وفي عام 1926، انتقل الاستوديو لمنشأة شيدت حديثا الاستوديو في الجادة هايبريون في منطقة بحيرة فضية في لوس انجليس.
بعد زوال الكوميدية أليس، وضعت ديزني الكرتونية سلسلة كاملة من بطولة شخصيه الشركة الأولى والأصلية أوزوالد الأرنب المحظوظ، والتي تم توزيعها من قبل شركة وينكلر يونيفرسال بيكتشرز. ديزني يستكمل سوى 26 حلقة لشخصية اوزوالد قبل أن يخسر العقد في شباط 1928، عندها تولت شركة زوج وينكلر تشارلز مينتز توزيعها. أخذ مينتز كل رسامي شركة والت ديزني ماعدا يو بي ايوركس للبدة باستوديوهاتة الخاصة لافلام الكارتون.

### 1928 - 1938: ميكي ماوس والسيمفونيات المضحكة

الملصق الأصلي لفيلم الزهور والأشجار عام 1932.

للعودة بعد فقدان شخصية أوزوالد الأرنب المحظوظ، بدأ والت ديزني في العام 1928 بالتعاون مع الرسام سو بي ايوركس خلق شخصية ميكي ماوس.
صدر الفيلم من إنتاج شركة ديزني الجزء الأول ستيمبوت ويلي، رسما كاريكاتيريا بطولة ميكي، في 18 نوفمبر 1928. وكان فيلم ميكي ماوس الثالث ومعه من الشخصيات خلف الطائرة ومجنون ووغاتوشو. كان أيضا أول كرتون ميزة الصوت المتزامن وقد استخدمت ديزني نظام، التي أنشأتها الدول باستخدام نظام لي دي فورست في أول عرض لباخرة ويلي في مسرح كولوني موس في مدينة نيويورك الذي يدعى الآن مسرح برودواي.
واصلت شركة ديزني لإنتاج الرسوم المتحركة مع ميكي ماوس والشخصيات الأخرى، وبدأت سلسلة السمفونيات المضحكة، والتي تم الإعلان بأنه "ميكي ماوس يقدم سيمفونية والت ديزني المضحكة". في عام 1932، وقعت شركة ديزني عقد حصري مع تكنيكولور (حتى نهاية 1935) لإنتاج الرسوم المتحركة في اللون، بدأ من الزهور والأشجار (1932). أصدرت شركة ديزني من خلال الرسوم الكاريكاتورية صور المشاهير الدول "(1928-1930)، كولومبيا بيكتشرز (1930-1932)، والولايات المتحدة حرة (1932-1937) زاد من شعبية من سلسلة ميكي ماوس والسيمفونيات المضحكة.

### 1934 - 1945: سنو وايت والأقزام السبعة حتى الحرب العالمية
في محاولة للدفع بالرسوم المتحركة لأبعاد أخرى بدأت ديزني بأنتاج أول فيلم كارتوني طويل في العالم 1934 والذي أخذ العمل فية 3 سنوات وهو سنو وايت والأقزام السبعة والمستوحى من قصة الأخوين بريم وقد عرض في ديسمبر من العام 1937 محققا أعلى الإيرادات حتى عام 1939 وقد تولت شركة أر كي أو التوزيع.
باستخدام الأرباح من فيلم سنو وايت، ديزني مولت بناء استوديو جديد بمساحة 51 فدان (210,000 M2) في بوربانك بولاية كاليفورنيا. تم الانتهاء من والت ديزني الجديدة، التي يقع مقرها الرئيسي في الشركة حتى يومنا هذا، ويفتح أبوابه للعمل بحلول نهاية عام 1939. في العام التالي، كان والت ديزني للإنتاج طرحت اسمها للعام الأول.
واصل الإنتاج في استوديو الرسوم المتحركة القصيرة والطويلة، مثل بينوكيو (1940)، فانتازيا (1940)، دمبو (1941)، وبامبي (1942). بعد أن بدأت الحرب العالمية الثانية انخفضت الأرباح في شباك التذاكر. وعندما دخلت الولايات المتحدة الحرب بعد الهجوم على بيرل هاربر، وضعت الكثير من الرسوم المتحركة من إنتاج شركة ديزني في خدمة القوات المسلحة. بتكليف من حكومتي الولايات المتحدة وكندا في الاستوديو لإنتاج أفلام التدريب والدعاية. وبحلول عام 1942 من 90 ٪ من العاملين فيها كانوا يعملون في الأفلام المتعلقة بالحرب.

### 1946 - 1954: مابعد الحرب
مع عدد محدود من الموظفين وقلة رأس المال العامل أثناء وبعد الحرب، كانت الأفلام الروائية ديزني خلال الكثير من اربعينات القرن الماضي «أفلام حزمة»، أو مجموعة من الأفلام القصيرة، مثل وكاباليروس ثلاثة (1944) ووقت الموسيقى (1948)، التي كان أداؤها ضعيفا في شباك التذاكر. في الوقت نفسه، بدأ الاستوديو بالعمل في أفلام وثائقية ومباشرة ظهرت الأغنية في الجنوب (1946) وعزيز جدا على قلبي (1948) في حين أن سلسلة مغامرات حقيقية في الحياة، والتي شملت أفلام مثل جزيرة الختم (1948) والمرج والتلاشي (1954) كانت شعبية وفازت بالعديد من الجوائز.
ثبت إنتاج سندريلا في عام 1950 أن الرسوم المتحركة الروائية الطويلة يمكن أن تنجح في السوق. وشملت الإصدارات الأخرى في الفترة أليس في بلاد العجائب (1951) وبيتر بان (1953)، التي بدأ إنتاجها قبل الحرب وأول أفلام الحركة لديزني جزيرة الكنز (1950). وقصة روبن هود ورجاله (1952)، والسيف، وروز (1953)، و 20,000 فرس تحت البحر (1954). وقد انتهى عقد ديزني الذي ابرمتة مع ار كي أو للتوزيع في العام 1953 وشكلت شركة التوزيع الخاصة بها بوينا فيستا التوزيع.
في ديسمبر 1950، تعاونت والت ديزني للإنتاج وشركة كوكا كولا لأول مرة لأنتاج أول فيلم ديزني في التلفزيون، وشبكة ان بي سي التلفزيونية لتقديم فقرة خاصة من ساعة في بلاد العجائب. في أكتوبر 1954 أنتجت أيه بي سي أول مسلسل لديزني على شبكتها وهو ديزني لاند والذي من الممكن أن يستمر ليصبح أطول مسلسل تلفزيوني في التاريخ وهو الذي فتح لديزني منبرًا لإنتاج مسلسلات جديدة وإعادة بث القديم منها
وأصبحت أي بي سي شريكًا لديزني في تمويل وتطوير مشاريع ديزني الجديدة ويقع مقرة في وسط بستان للبرتقال بالقرب من اناهيم بولاية كاليفورنيا الأمريكية.

### 1955 - 1965: ديزني لاند

افتتاح ديزني لاند في يوليو عام 1955.

في عام 1954، استخدمت والت ديزني ديزني لاند لها لكشف النقاب عن ما سيصبح ديزني لاند، وهي فكرة تصور للخروج من الرغبة في المكان الذي يوجد فيه الآباء والأمهات والأطفال على حد سواء يمكن أن يكون متعة في نفس الوقت. في 18 يوليو 1955، افتتحت ديزني لاند والت ديزني لعامة الناس.
في 17 يوليو 1955، وكان مخططا ديزني لاند مع البث التلفزيوني المباشر الذي استضافته لينكليتر الفنية ورونالد ريغان. بعد بداية مهزوزة، واصلت ديزني لاند في النمو وجذب الزوار من مختلف أنحاء البلاد وحول العالم. وشملت توسع كبير في عام 1959 بالإضافة إلى نظام القطار الكهربائي في أميركا.
في المعرض العالمي 1964 في نيويورك، أعدت ديزني أربع وسائل جذب منفصلة لرعاة مختلفين، كل منها سوف تجد طريقها إلى ديزني لاند في شكل أو آخر. خلال هذا الوقت، كان والت ديزني أيضا تتكشف سرا مواقع جديدة لثاني منتزهات ديزني.
في نوفمبر 1955، كشف النقاب عن «ديزني: كوكب الأرض»، مع وجود خطط لمتنزهات وفنادق، وحتى مدينة نموذجية على آلاف الدونمات من الأراضي التي تم شراؤها من خارج اورلاندو بولاية فلوريدا.
واصلت شركة ديزني لتركيز طاقاتها على شاشة التلفزين خلال الخمسينات. وهو برنامج يبث كل نهاية أسبوع يظهر فيه الأطفال على التلفزيون في نادي ميكي ماوس، ويضم لقائمته "Mouseketeers" الشباب في عام 1955 والذي حقق نجاح كبير، كما فعل مسلسل ديفي كروكيت، من بطولة فيس باركر والبث من العرض مختارات في ديزني لاند.
بعد عامين أثبتت سلسلة زورو شعبيتها لمدة موسمين على أي بي سي، فضلًا عن حلقات منفصلة عن سلسلة ديزني لاند. وعلى الرغم من هذا النجاح استثمرت والت ديزني للإنتاج التلفزيوني في مشاريع صغيرة في الستينات، مع استثناء من هذه السلسلة القصصية منذ فترة طويلة، عرفت فيما بعد باسم العالم الرائع من ديزني.
أبقت شركة أفلام ديزني استوديوهاتها مشغولة بإنتاج خمس أو ست أفلام سنويا خلال هذه الفترة في حين أن إنتاج الأفلام القصيرة تباطأ بصورة ملحوظة خلال الخمسينات والستينات، الذي صدر في الأستوديو عددًا من الأفلام المتحركة الشهيرة، مثل: السيدة والصعلوك (1955)، الجميلة النائمة (1959) ومئة مرقش ومرقش (1961)، وقد قدمت العديد من وسائل الزيغروفي لإنتاج أفلام الكارتون وقد تنوع إنتاجها في عدة أنواع أدبية منها الروية التاريخية جوني تريمين (1959) والاستيحاء من كتب الأطفال: بوليانا (1960) والعصر الحديث للكوميديا: الكلب الأشعث (1959)
أكثر إنتاجات ديزني نجاحا هي الفيلم الكارتوني الدرامي المستوحى من ماري بوبينس والذي حصل على خمس جزائز أوسكار بما فيها أفضل ممثلة لجولي آندروز.

### 1966 -1971: وفاة والت ديزني وأخيه وإفتتاح عالم والت ديزني
في 15 ديسمبر 1966، توفي والت ديزني جراء إصابته بسرطان الرئة وقد تولى أخيه روي ديزني منصب الرئيس التنفيذي ورئيس الشركة وقد كان أحد أهم أعماله الأولى هو تغيير إسم عالم ديزني إلى عالم والت ديزني تكريما لأخية ولرؤيته. في عام 1967، تم إطلاق اثنين من أفلام والت يتبعها نشاط مثل فيلم الرسوم المتحركة كتاب الأدغال والفيلم الموسيقي أسعد مليونير. أطلق الاستوديو عدداً من الفلام الكوميدية في أواخر الستينات، بما في ذلك علة الحب (1968) والحاسب الآلي الذي يرتدي أحذية تنس (1969)، الذي لعب بطولته آخر اكتشافات ديزني الشابة، كيرت راسل. افتتح في السبعينات مع إطلاق ديزني أول فيلم ما بعد والت وهو الفيلم المتحرك Aristocats، تليها العودة إلى المسرحيات الموسيقية الخيالية بيدنوبز (1971) والعصي. في 1 أكتوبر 1971، افتتح عالم والت ديزني للجمهور، وبعدها بشهرين توفي روي ديزني بالسكتة الدماغية تاركا الشركة تحت سيطرة دون تيتوم وكارد ووكر ورون ميلر والذين دربوا على يد والت وروي.

### 1972-1984: وعكة فنية وإدارة جديدة
بينما واصلت والت ديزني للإنتاج الأفلام العائلية خلال السبعينات، مثل الهروب إلى الجبال الساحرة (1975) الجمعة الغريبة (1976)، لم تكن ناجحة ماديًا في شباك التذاكر ومع ذلك، وجد أستوديو ديزني للرسوم المتحركة النجاح مع روبن هود (1973)، وعمال الإنقاذ (1977)، والثعلب وكلب (1981).
أنتج استوديو ديزني فيلم المغامرة والخيال الثقب الأسود في عام 1979 والمستوحى من الفيلم الشهير حرب النجوم الثقب هو واحد من أوائل إصدارات ديزني التي تحمل تصنيف بي جي. في عام 1980، انضمت شركة ديزني مع باراماونت بيكتشرز في إنتاج الفيلم المستوحى من باباي 1980، الذي فشل عند النقاد، لكن حقق نجاح معتدل في شباك التذاكر انضمت شركة ديزني مع باراماونت مرة أخرى في ملحمة الخيال التنين القاتل 1981، الذي كان أكثر إنتاجات ديزني نضجا على الإطلاق في ذلك الوقت، على الرغم من أنه كان فاشلا في شباك التذاكر. أدى إطلاقه وغيره من الأفلام المصنفة بي جي تصنيف مثل ترون المبتكر الجريء (1982)
أنشأ الرئيس التنفيذي لشركة ديزني رون ميلر توتشستون كعلامة تجارية تابعة لشركة ديزني لإطلاق المزيد من الأفلام الموجهة للكبار تم إطلاق عن أول إنتاجات توتشستون رشة الكوميديا (1984)، الذي كان نجاحا في شباك التذاكر.
مع بقاء برنامج عالم ديزني الرائع في وقت الذروة، عاد ديزني إلى التلفزيون في السبعينات مع برمجة المشتركة مثل سلسلة مختارات مصنع الفئران وإحياء نادي ميكي ماوس. في عام 1980، أطلقت والت ديزني هوم فيديو ديزني للاستفادة من السوق الناشئة حديثا لشريط فيديو. في 18 نيسان، 1983، لأول مرة على قناة ديزني كقناة اكتتاب على مستوى البلاد على أنظمة الكابل، وتضم مكتبته كبيرة من الأفلام الكلاسيكية والمسلسلات التلفزيونية، جنبا إلى جنب مع البرمجة الأصلية للمسلسلات العائلية.
تلقى والت ديزني العالمية الكثير من الاهتمام في الشركة من خلال السبعينات والثمانينات في عام 1978، أعلنت ديزني التنفيذية للمرة الثانية موضوع حديقة والت ديزني العالمية والتي من شأنها أن تفتح في تشرين الأول 1982. كانت مستوحاة من حلم والت ديزني من مدينة نموذجية مستقبلية وشركة لاند اورينتال بدأت شراكة مع والت ديزني للإنتاج لبناء أول ديزني لاند خارج الولايات المتحدة، وهي طوكيو ديزني لاند الذي افتتحت في نيسان عام 1983.
على الرغم من نجاح قناة ديزني وإبداعاتها في منتزهاتها، كانت والت ديزني للإنتاج الضعيفة ماليا. كان مكتبتها للأفلام قيمة، لكنه إنجازاته الجديدة قليلة وقيادة فريقها غير قادر على مواكبة الاستوديوهات الأخرى لاسيما أعمال بلوث الدون
الذي فر من ديزني في عام 1979. في عام 1984، بدأ الممول شاول شتاينبرغ محاولة استيلاء معادية لشركة والت ديزني، مع نية ببيع أصولها المختلفة. ديزني خاضت المعركة ضدة بنجاح بمساعدة ودية من بعض المستثمرين وقد جلب الأداريون مايكل آيزنر وجيفري كاتزنبرج من باراماونت فرانك ويلز من وارنر بروس لرئاسة الشركة.

### 1984 - 2004: فترة رئاسة ايزنر
منذ وفاة والت في عام 1966، كانت شركة والت ديزني قد نجت من محاولات الاستيلاء عليها من قبل المغيرين على الشركات. جلبت سيد باس وروي ديزني المساهمين على إيسنر من وارنر بروس والرئيس السابق لها فرانك ويلز ليحل محل رون جورج ميلر في عام 1984 لتعزيز الشركة.
في النصف الثاني من الثمانينات وأوائل التسعينات زاد نشاط شركة ديزني بدأ من صاغوا الأرنب روجر (1988)، وفيما بعد، حورية البحر (1989) وتمتع الاستوديو للرسوم المتحركة الرائدة سلسلة من النجاحات التجارية والنقدية. بالإضافة إلى ذلك، دخلت الشركة بنجاح في مجال الرسوم المتحركة التلفزيوني مع عدد من الأفلام ذات الميزانية العالية والمشهود لها مثل مغامرات دب جومي، حكايات البطة والجرغول.
وسعت ديزني نشاطها للكبار عندما ضم رئيسها جيفري كاتزنبرغ شركة ميراماكس في العام 1993 ثم ضم قناه ABC في العام 1996 بمافي ذلك اصولها مما ادخل ESPN ضمنها.
في أوائل التسعينات وضع إيزنر وشركائة خطة «عقد ديزني» والذي يشمل إنشاء منتزهات جديده حول العالم وتوسعة الحالية وإطلاق أفلام جديدة واستثمارات إعلامية جديدة فيما تنفذت العديد من هذه المخططات فشل بعضها مثل منتجع يورو ديزني واستوديوهات ام جي ام في هوليود وباريس.

### 2005 - حتى الآن: فترة رئاسة ايجر
عاد ابن شقيق والت ديزني روي ديزني في 8 تموز 2005 لشركة والت ديزني بمنصب مستشارا وبلقب مدير متفرغ لا يحق له التصويت. احتفلت حدائق ومنتجعات والت ديزني في الذكرى 50 لحديقة ديزني لاند يوم 17 يوليو، وفتحت ديزني لاند هونغ كونغ يوم 12 سبتمبر. أطلقت والت ديزني للرسوم المتحركة فيلم الدجاج الصغير، الفيلم الأول للشركة باستخدام تقنيه ثلاثية الأبعاد في الرسوم المتحركة. في 1 أكتوبر، حل روبرت ايجر مكان مايكل آيزنر في منصب الرئيس التنفيذي. مؤسسي شركة ميراماكس بوب وهارفي واينشتاين وغادر الشركة أيضا لإنشاء الاستوديو الخاصة بهما. في 25 يوليو 2005، أعلنت ديزني أنه يغلق استوديوهاته في أستراليا في أكتوبر 2006، بعد 17 عاما من وجودها.
بدأ الرئيس والمدير التنفيذي روبرت ايجر يدرك بأهمية العلاقة مع بيكسار، والمفاوضات مع قيادة حركة استوديوهات بيكسار، ستيف جوبز وكاتمول إد بشأن اندماج محتمل. في 23 يناير 2006، أعلن أنه ديزني تعتزم شراء بيكسار بالكامل في معاملة جميع الأسهم بقيمة 7.4 مليار دولار. ووضعت اللمسات الأخيرة على الاتفاق في 5 أيار، وبين النتائج وجدير بالذكر انتقال الرئيس التنفيذي لشركة بيكسار و50.1% المساهمين، ستيف جوبز أصبح المساهم الأكبر في ديزني بنسبة 7 %، وعضوا في مجلس إدارة ديزني. تولى كاتمول إد منصب رئيس من استوديوهات بيكسار للرسوم المتحركة. أصبح التنفيذي السابق نائب رئيس بيكسار، جون لاسيتر، المدير الإبداعي الأول في كل من والت ديزني واستوديوهات بيكسار للرسوم المتحركة وكذلك الاضطلاع بدور المستشار الإبداعي الرئيسي في والت ديزني.
توفي مدير متفرغ روي ديزني من سرطان المعدة في 16 ديسمبر 2009 بعد مرور فترة طويلة في العمل في الشركة وأحد كبار المسؤولين التنفيذيين والمساهمين وهو يملك ما يقرب 1 % من مجموع أسهم شركة ديزني التي وصلت إلى 16 مليون نسمة. هو ينظر إليه على أنه آخر عضو من عائلة ديزني يشارك بنشاط في إدارة الشركة.
في 31 ديسمبر 2009، استحوذت شركة ديزني على شركة مارفل إنترتينمنت بـ 4.24 مليار دولار. وقد ذكرت شركة ديزني أن امتلاكهم للشركة لن يؤثر على منتجات أو سياسة شركة مارفل.
في أكتوبر 2009 عين ايجر رئيس قناة ديزني ريتش روس بديلا لديك كوك كرئيس للشركة وفي تشرين الثاني بدأت إعادة هيكلة الشركة إلى التركيز أكثر على منتجات الصديقة للأسرة. في وقت لاحق في كانون الثاني 2010، قررت ديزني إغلاق ميراماكس بعد التقليص، ولكن بعد شهر واحد فإنها بدأت ببيع العلامة التجارية ميراماكس ومكتبتها التي تحوي على 700 فيلم. في 12 مارس، تم إغلاق ايميج موفر الرقمية، شركة روبرت زيميكس والتي كان ديزني قد اشترتها في عام 2007. في مايو 2010، باعت الشركة العلامة التجارية باور رينجرز، وكذلك مكتبتها 700 حلقة، والعودة إلى حاييم سابان. في يونيو، ألغت شركة مشروع فيلم جيري بروكهايمر قتل رومل. وفي سبتمبر 2010، تم تقليص استوديوهات ديزني التفاعلية في نوفمبر، تم بيع محطتي أي بي سي
قال إد كاتمول مع إطلاق فيلم «رابونزل» في عام 2010 أن نوع الأفلام الذي يحوي على «الأميرة» كان يأخذ من التوقف حتى «إذا كان هناك شخص لديه نظرة جديدة للموضوع... لأنه ليس لدينا أي أفلام موسيقية أو غيرها من القصص الخيالية لنعمل عليها». وأوضح أنهم كانوا يتطلعون إلى الابتعاد عن عصر الأميرة بسبب التغييرات في تركيبة الجمهور والتفضيل. ومع ذلك نفى هذا الكلام في صفحة الفيسبوك الرسمي لديزني.
في نيسان 2011، كشف الستار منتجع ديزني على أرض شنغهاي ديزني بتكلفة 4.4 مليار دولار، ومن المقرر أن يفتتح في عام 2015. وفي وقت لاحق، في أغسطس 2011، صرح بوب ايجر في مؤتمر عبر الهاتف انه بعد نجاح بيكسار وشراء شركة مارفل قال أنه وشركة والت ديزني يتطلعون إلى «إما شراء شخصيات جديدة أو الشركات التي تكون قادرة على خلق شخصيات كبيرة وقصص رائعة».
في ديسمبر 14، 2017، قامت شركة ديزني بشراء شركة توينتي فرست سينتشري فوكس.

### ملخص الفترة 2004-2009
تُمثل المشاكل مع متاجر ديزني رمزًا لهذه الفترة، حيث كانت المبيعات الأولى في أوائل العقد الأول من القرن الحادي والعشرين، ثم إعلانات إعادة الشراء في نهاية العقد. من أجل تعزيز ربحيَّة الأقسام المُختلفة للمجموعة، أطلق ايجر برنامجًا اعطي مزيدًا من الاستقلاليَّة وسمح بمزيد من العلاقات بين الأقسام. من عام 2007، نظرًا لعدم إمكانيّة قراءة علامة Buena Vista التجاريَّة، التي كانت موجودة منذ عام 1953، تمت إعادة تسميّة العديد من الشركات التابعة حول ديزني وأيه بي سي وإي إس بي إن. يستخدم قسم السينما تراخيص من أقسام أخرى. انفصلت ديزني عن الأخوين وينشتاين، مؤسسا شركة ميرماكس واستوديو ديمنشن فيلم. ومع ذلك، اشترت ديزني استوديو بيكسار في عام 2006. في عام 2010، جاء دور مارفل إنترتينمنت. كما استعادت ديزني حقوق أوزوالد الأرنب المحظوظ أوزوالد الأرنب المحظوظ، أحد إنتاجات الاستوديو الأولى، قبل ميكي ماوس. ووقعت ديزني اتفاقية توزيع حصرية مع دريم ووركس سي كيه جي. يعتبر قسم الإعلام هو الأكثر نشاطًا من خلال الاستحواذ على جميع شركات جيتكس أوروبا، وإعادة تنظيم قنوات ديزني وتطويرها، والاستثمارات في الهند واكتساب العديد من حقوق البث للمسابقات الرياضية من قبل إي إس بي إن. ديزني تنفصل عن شبكة راديو أيه بي سي. تحت رعاية قسم الشبكة، تحاول ديزني أن تصبح مشغل هواتف نقالة، لكن وجب على ديزني موبايل Disney Mobile إغلاقها بسرعة. يطلق قسم المتنزهات الترفيهية خدمات جديدة ويحتفل بالذكرى الخمسين لتأسيس ديزني لآند في جميع أنحاء العالم بمناطق جذب جديدة ولكنه انسحب من الأنشطة الرياضية. مركز الثقل لقسم المتنزهات هو الصين مع افتتاح حديقة هونغ كونغ ديزني لاند ومشروع حديقة في شنغهاي شنغهاي ديزني لاند. ومع ذلك، تُعلن نادي ديزني للعطلات عن عدة مشاريع، كما أن ديزني كروز لاين لديها سفينتان جديدتان تم بناؤهما في أوائل عام 2010. يقوم قسم المنتجات الاستهلاكيَّة بإطلاق العديد من النطاقات الجديدة مع الاستحواذ على العديد من مصادر التراخيص التي يمكن رفضها من قبل الآخرين كيانات المجموعة تشتري من بين أشياء أخرى (ذا موبيتس) الدمى المتحركة وكتالوج مركز سابان للترفيه. عنصر آخر لإعادة التنظيم، تم إنشاء Disney Interactive Media Group ديزني إنتراكتيف ميديا قروب (مجموعة ديزني الإعلامية  التفاعلية) في نهاية عام 2008 من خلال الجمع بين Walt Disney Internet Group (قسم منفصل سابقًا) مع Disney Interactive Studios. يقوم هذا القسم بالعديد من عمليات شراء استوديوهات ومواقع ألعاب الفيديو.

### 2010-2017: عمليات الاستحواذ أخرى، مارفل ولوكاس فيلم
في 1 يناير 2010، بعد الاستيلاء على مارفل إنترتينمنت، زادت ديزني شراكتها مع POW! Entertainment، ستان لي استوديو باستثمار 2.5 مليون دولار في رأسمالها، أي 10٪. في 25 كانون الثاني (يناير) 2010، أنهت شركة يو تي في سوفت وير كوميونوكيشن عملية الاستحواذ على شركة يو تي في موشن بيكجرز التابعة لها مع زيادة رأس المال  مما قلل حصة ديزني إلى 50.45٪ من رأس مال يو تي في. في 28 يناير 2010، أعلنت ديزني إغلاق استوديو ميرماكس وخسارة 80 منصبًا. في 2 فبراير 2010، أثارت صحيفة نيويورك تايمز احتمال أن تبيع ديزني كتالوج 700 فيلم واسم ميراماكس مقابل 700 مليون دولار أمريكي. في 4 فبراير 2010، وافق مجلس إدارة أو إل سي على نقل نشاط متاجر ديزني اليابانيَّة إلى الشركة اليابانيَّة التابعة لشركة ديزني، مع إعادة شراء الأسهم في 31 مارس.
في 10 مارس 2010، أثناء اجتماع المساهمين في شركة ديزني، نظر روبرت إيجر في العديد من الحلول لحل مشكلات بعض الشركات التابعة لشركة أيه بي سي، بما في ذلك أيه بي سي نيوز، على سبيل المثال مع إنشاء شركة فرعية. في 12 مايو 2010، أعلن حاييم سابان أنه اشترى باور رينجرز من ديزني لإنتاج سلسلة جديدة اعتبارًا من 2011. في 21 مايو 2010، أعلنت صحيفة وول ستريت جورنال أن المفاوضات بين ديزني والأخوين هارفي وروبرت وينشتاين بشأن الاستحواذ لم تنجح مع شركة ميرماكس ولكنها لم تكن مرتبطة بسعر الشراء البالغ حوالي 600 مليون دولار أمريكي. في 27 يوليو 2010، قامت ديزني بإضفاء الطابع الرسمي على شراء بلآي دوم، وهي مجموعة من استوديوهات الألعاب المجتمعية بمبلغ 563.2 مليون دُولار أمريكيّ بالإضافة إلى تعيين جون بليزانتس نائبًا للرئيس التنفيذي لمجموعة ديزني إنتراكتيف ميديا قروب. في 29 يوليو 2010، أعلنت ديزني عن بيع شركة ميرماكس والشركات التابعة وكتالوج الأفلام والمشاريع المدرجة مقابل 660 مليون دولار أمريكي لمجموعة فيلميارد هولدينجز التي تضم تيوتر بيريني (إي إن) وتوماس جيه باراك الابن وكولوني كابيتال. في 3 ديسمبر 2010، أعلنت ديزني عن إغلاق الصفقة بمبلغ 663 مليون دولار أمريكي.
في 23 فبراير 2011، اشترت ديزني موقع التواصل الاجتماعي Togetherville للأطفال دون سن 10. في مارس 2011، قسمت ديزني عقدها مع وكالات الإعلان إلى قسمين، كارات Carat للمنتزهات الترفيهية و Publicis للسينما والتلفزيون وألعاب الفيديو. في 30 يونيو 2011، أنشأت والت ديزني ستديو ديستريبيوشن شركة فرعية في جنوب إفريقيا لتوزيع أفلامها. في 26 يوليو 2011، أعلنت يو تي في أنها قبلت عرضًا من ديزني لشراء النسبة المتبقية البالغة 49.6 ٪ من رأس المال الذي لا تحتفظ به مقابل 454.62 مليون دُولار أمريكيّ. يخطط المشروع لإعادة شراء جميع الأسهم التي لا تزال متاحة في السوق، لخصم الشركة ثم إعادة شراء 19.82٪ التي يملكها روني سكروفالا  · . في 16 أغسطس 2011، أرادت الشركة الاستفادة من أوجه عدم اليقين في سوق الأوراق المالية وأصدرت سندات طويلة الأجل لمدة 30 عامًا سمحت لها بجمع 350 مليون دولار أمريكي. في 9 سبتمبر 2011، أعلنت ديزني عن تعيين روبرت تشابك، الرئيس السابق لـ والت ديزني ستديو ديستريبيوشن كرئيس لشركة ديزني كونسيومر بروداكتز، والذي سيتولى مهمة إعادة تنظيم نهج الموزعين الكبار بفريق مبيعات واحد. في 7 أكتوبر 2011، أعلنت ديزني أنها اشترت ما بين 80 إلى 100 مليون دولار أمريكي 42٪ من إنديا غيمس غير مملوكة لشركة يو تي في سوفت وير كوميونوكيشن. احتفظ فيشال جوندال، مؤسس إنديا غيمس Indiagames ومستثمرون أجانب مثل سيسكو سيستمز وأدوبي سيستمز، بنسبة 42٪. في 8 أكتوبر 2011، أعلن أنه سينهي مهامه كرئيس تنفيذي ورئيس مجلس الإدارة في مارس 2015 · .
في 29 نوفمبر 2011، أعلنت ديزني أنها أصدرت 1.6 مليار سندات على دفعتين، ومليار سندات لمدة 3 سنوات والباقي على مدار 30 عامًا. في 7 ديسمبر 2011، صادقت الحكومة الهنديَّة على استحواذ ديزني221 على يو تي في UTV.
بعد إغلاق عرض إعادة شراء الأسهم العامة في 31 يناير 2012 (30٪ تقريبًا) وإعادة شراء أسهم المروجين في 2 فبراير 2012 (20٪ )، تمتلك ديزني الآن أكثر من 90٪ من رأس مال يو تي في. يجب إعادة تسمية شركة يو تي في بعد ذلك باسم شركة والت ديزني كومباني الهند التي تعتمد على والت ديزني إنترناشونال بينما يجب أن يصبح روهينتون سكروفالا رئيسًا لها، ويقدم تقاريره إلى آندي بيرد. في 20 أبريل 2012، أعلن ريتش روس استقالته من منصب رئيس شركة والت ديزني ستوديوز انترتينمنت بعد فشل جون كارتر  · . في 27 أبريل 2012، أعلنت ديزني ونيوز كورب عن رغبتهما في شراء حصة بروفيدنس إيكواتي Providence Equity في هولو Hulu مقابل 200 مليون دولار تقريبًا. في 4 مايو 2012، كشف مختبر أبحاث ديزني النقاب عن تقنية تسمى توشي Touché مع قدرات الكشف باللمس. في 5 يونيو 2012، أعلنت ديزني عن سياسة إعلانية جديدة ترفض الإعلانات التي تستهدف الأطفال عن الوجبات السريعة على قنواتها التلفزيونيَّة ومواقعها الإلكترونيَّة. في 13 أغسطس 2012، ذكرت الصحافة احتمال استحواذ ديزني على سكريبس نتوركس التفاعلية Scripps Networks Interactive مقابل 10 مليارات دولار. في 24 أغسطس 2012، كشفت مجلة تايم عن إشاعة استحواذ شركة والت ديزني على يورو ديزني إس سي أيه لتقليل الصعوبات المالية لمشغل الحدائق الفرنسيَّة. في 18 سبتمبر 2012، أعلنت شركة يورو ديزني إس سي أيه أن شركة والت ديزني قد منحتها قرضًا بقيمة 1.332 مليار يورو للمساعدة في إعادة تمويل ديونها. في 30 أكتوبر 2012، أعلنت ديزني عن شراء لوكاس فيلم وجميع الشركات التابعة لها (إي إل إم ولوكاس آرتس) مقابل 4.05 مليار دولار أمريكي  · .. في 21 ديسمبر 2012، أعلنت ديزني أنها أكملت الاستحواذ على لوكاس فيلم مقابل 4.06 مليار دُولار أمريكيّ. في 27 ديسمبر 2012، حصلت ديزني على قرض سندات بقيمة 236 مليار دولار. في 15 يناير 2013، أعلنت ديزني عن إطلاق ديزني إنفينتي في يونيو 2013 لمواجهة أكتيفيجن بليزارد سكاي لاندرز، مما يسمح بالاتصال بين ديزني تويز وديزني إنتراكتيف ستوديوز. في 12 فبراير 2013، أصدرت ديزني قرضًا بسعر عائم بقيمة 800 مليون دُولار أمريكيّ، وهو الأول منذ 2007. في 1 يوليو 2013، مددت اللجنة التنفيذيَّة لشركة ديزني عقد روبرت إيغر كرئيس تنفيذي ورئيس مجلس إدارة حتى 30 يونيو 2016 في 12 يوليو 2013 وديزني وإن بي سي يونيفرسال وفوكس أوقفوا عملية بيع هولو وأعلنوا عن استثمار 750 مليون دُولار أمريكيّ. في 13 سبتمبر 2013، أعلنت ديزني عن نيتها إعادة شراء أسهمها في عام 2014 بمبلغ يتراوح بين 6 و 8 مليارات دولار أمريكيّ. في 24 سبتمبر 2013، تصور بوب إيجر أن تصبح ديزني مزودًا للمحتوى لـ نتفليكس أو جوجل أو أمازون. في 9 أكتوبر 2013، توقفت ديزني عن إصدار الشهادات الورقيَّة لأسهمها في سوق الأوراق الماليَّة لصالح نسخة رقمية لكنها عرضت على هواة جمع الشهادات شهادات اقتناء. في 24 أكتوبر 2013، أعلنت ديزني إي إم إي أيه عن إعادة تنظيم العقود الأوروبية مع وكالات الإعلان، والعقود التي عقدت منذ عام 2010 من قبل كارات Carat للسينما ومنذ عام 2008 من قبل زينيث أوبتيميديا لـ ديزني لاند باريس. في 28 أكتوبر 2013، وضعت شركة ديزني، الشركة الأم لـ مارفل ولوكاس فيلم، حداً لماكينات القمار التي تتميز بشخصيات مارفل كوميكس أو ستار وورز. يجب أن يكون هذا مرتبطًا بخطط تغيير تشريعات الكازينو في ولاية فلوريدا. في 12 نوفمبر 2013، أعلنت استوديوهات والت ديزني أنها حطمت بالفعل رقمها القياسي لعام 2010 بتجاوز 3.79 مليار دولار في إيرادات شباك التذاكر بفضل ملصقات مارفل وديزني وبيكسار. في 20 نوفمبر 2013، أعلنت شركة أو إم دي ورلد وايد (en) التابعة لمجموعة أومنيكوم أنها استحوذت على عقد إعلان لقسم أفلام ديزني بقيمة 800 مليون دولار أمريكي. في 23 ديسمبر 2013، تم تعيين جاك دورسي، مؤسس تويت، في مجلس إدارة ديزني بدلاً من جودي إسترين  · . في 24 مارس 2014، استحوذت ديزني على استوديو قناة يوتيوب ميكر ستوديوز ·  ·  مقابل 500 مليون دولار. في 25 آذار (مارس) 2014، تسرد مجلة تايم 5 أسباب وراء شراء ديزني لـ ميكر ستوديوز، وتجنيد مواهب جديدة، ودفع إنتاجات ديزني عبر الإنترنت، والتفاوض بشأن صفقات إعلانيَّة أفضل، وتقليل الإخفاقات السابقة مثل بلآي دوم والاستعداد للمستقبل مع انخفاض عدد المشتركين في قنوات الكابل. في 6 أكتوبر 2014، أعلنت شركة والت ديزني عن إعادة رسملة وتعزيز حصتها في يورو ديزني بمبلغ يقارب مليار يورو، منها 420 مليون نقدًا و 600 مليون عن طريق مبادلة الديون.
في 5 فبراير 2015، تمت ترقية توماس أُو.ستاغز، مدير حدائق ومنتجعات والت ديزني والمدير المالي السابق، إلى COO (مدير عمليات) في الشركة  ·  ·  · . في 3 أبريل 2015، ذكرت الصحافة أن ديزني من خلال ESPN سوف تتفاوض على عقد بقيمة 250 مليون دولار أمريكي مع موقع الرهان الرياضي الافتراضي درافت كينغز DraftKings، وربما شراء 25٪ من الشركة  ·  ·  ·  · .. في 29 يونيو 2015، أعلنت شركة ديزني عن دمج قسمي منتجات المستهلك ديزني وديزني إنترآكتيف في بداية السنة المالية 2016 ·  · .. في 30 يونيو 2015، عينت ديزني كريستين مكارثي في منصب المدير المالي  ·  · . في 22 سبتمبر 2015، استثمرت ديزني في جانت Jaunt، وهي شركة ناشئة في وادي السيليكون متخصصة في الواقع الافتراضي. في 8 يوليو 2015، أجبرت نومينيت Nominet شركة أزياء بريطانية على إعادة 6 نطاقات بما في ذلك starwars.uk إلى ديزني بعد استيلائها على لوكاس فيلم  ·  · . في 10 سبتمبر 2015، بعد انخفاض سعر سهمها بسبب مخاوف تتعلق بـ إي إس بي إن، أكدت ديزني أنها كانت تشتري بقوة شراء أسهمها. في 21 أكتوبر 2015، تستعد ديزني لإطلاق خدمة تأجير رقمية عند الطلب في المملكة المتِّحدة تسمى ديزني لآيف بما في ذلك الأفلام والمسلسلات التلفزيونيَّة والموسيقى والكتب  ·  ·  ·  · .
. في 11 يناير 2016، تم تعيين مارك باركر (بالإنكليزية)، الرئيس التنفيذي لشركة نايك، في اللجنة التنفيذيَّة لشركة والت ديزني  ·  · .. في 4 أبريل 2016، اعتبر توماس ستاغز بعد ذلك المرشح المفضل لخلافة روبرت إيغر كمدير عام أعلن فجأة رحيله عن ديزني  · .
. في 1 فبراير 2017، وافقت ديزني على دفع 100 مليون دُولار أمريكيّ لإغلاق قضية كارتل غير قانونيّ بين استوديوهات الرسوم المتحركة في كاليفورنيا للحد من الصيد الجائر الذي تنطوي عليه شركتيها التابعتين ديزني إنيميشن وبيكسار  ·  في 23 مارس 2017، تم تمديد عقد روبرت إيجر كرئيس تنفيذي لمدة عام واحد حتى يوليو 2019  · . في 13 يونيو 2017، أغلقت شركة والت ديزني عرضها العام لمناقصة يورو ديزني ووصلت إلى 97.08٪ من رأس المال، معلنة سحب الحصة من سوق الأسهم  · .

### منذ 2017: استحواذ فوكس
في 8 أغسطس 2017، أعلن بوب إيجر عن اتجاه استراتيجي جديد مع إطلاق فيديو عند الطلب في عام 2019، يتنافس مع نتفلكس لهذا تشتري ديزني 42٪ إضافية من بام تِك BAMTech مقابل 1.58 مليار دولار أمريكي وترفع حصتها الإجمالية إلى 75٪  · .
في 6 نوفمبر 2017، كشف موقع سي إن بي سي أن 21 سينتشري فوكس 21st Century Fox ستجري محادثات مع ديزني لبيع جزء من أنشطتها بما في ذلك استوديوهات 21 سينتشري فوكس والقنوات الأوروبية BSkyB وكذلك قناة ناشونال جيوغرافيك وستار إنديا.
لن يتم الانتهاء من هذا الاستحواذ حتى مارس 2019 ولكن ليس على جميع الأنشطة المطلوبة. في 8 ديسمبر 2017، تم انتخاب عضوين جديدين لمجلس إدارة ديزني، سافرا كاتز الرئيس التنفيذيّ لشركة أواكل وفرانسيس إيه دي سوزا ديلومينا. في 29 ديسمبر 2017، ستار وورز، Episode VIII: The Last Jedi تجاوزت إيراداتها 900 مليون دولار أمريكيّ دوليًا، وعند دمجها مع أفلام ستار وورز الأخرى، تسمح ديزني بمطابقة 4 مليارات دُولار أمريكي من شراء لوكاس فيلم في  · .
. في 13 يناير 2018، أعلنت ديزني عدم تجديد منصبي شيريل ساندبرج (مدير العمليات في فيسبوك) وجاك دورسي (CE of Twitter) إلى المجلس التنفيذي لتجنب تضارب المصالح بسبب الشراكات التجاريَّة  · . في 23 كانون الثاني (يناير) 2018، مثل العديد من الشركات الأمريكيَّة التي استفادت من إصلاح قانون الضرائب أثناء رئاسة دونالد ترامب، أعلنت ديزني عن تخصيص مكافأة استثنائية قدرها 1000 دولار أمريكي لموظفيها البالغ عددهم 125000 موظف  ·  · . في 8 فبراير 2018، كشفت ديزني النقاب عن الخطوط العريضة لخدمة الفيديو المستقبليَّة الخاصة بها، والتي ستقدم أفلام ومسلسلات ديزني ومارفل ولوكاس فيلم وأيضًا كتالوج 21 سينتشري فوكس في حالة التحقق من الاستحواذ ولكن بدون إنتاج يحظر على القصر الذين سيتم حجزهم لـ Hulu أو الإنتاج المشترك مثل نتفلكس · . في 8 مارس 2018، صوت مساهمو ديزني ضد زيادة تعويض روبرت إيغر عن الفترة 2018-2021، والتي كانت تتجاوز 48 مليونًا سنويًا. في 14 مارس 2018، أعلنت ديزني عن إعادة تنظيم فورية لأقسامها تحسباً لشراء 21 سينتشري فوكس مع دمج المنتزهات والمنتجات الاستهلاكيَََة وإنشاء قسم يجمع توزيع المحتوى والعالميَّة  ·  · . في 13 سبتمبر 2018، تم انتخاب مايكل فرومان نائب رئيس ماستر كارد وممثل المبيعات السابق في المجلس التنفيذي لشركة والت ديزني  · . في 5 سبتمبر 2018، عينت ديزني ريتا فيرو كرئيسة لإعلانات تسويق المشاريع المُشتركة على ديزني/ أيه بي سي وإي إس بي إن، تحسباً لتقاعد إد إيرهارد من إي إس بي إن ESPN في عام  · . في 28 سبتمبر 2018، وسعت ديزني مسؤولية ريتا فيرو لتشمل جميع أشكال الإعلانات، من مقاطع الفيديو للقنوات التلفزيونيَّة إلى لافتات تطبيقات الهاتف المحمول. في 8 أكتوبر 2018، قدمت ديزني مخططًا تنظيميًا جديدًا لعملياتها التلفزيونيَّة بعد الانتهاء من الاستحواذ على 21 سينشري فوكس مع بيتر رايس، الرئيس التنفيذي السابق لمجموعة فوكس نتوركس، ورئيس مجلس إدارة تلفزيون والت ديزني ورئيس مشارك في شبكات وسائل إعلام ديزني، والذي حل محل بن شيروود، كيان ديزني-أيه بي سي تيليفشن المختفي  ·  ·  · .
في 11 يناير 2019، عينت ديزني ديريكا رايس، نائبة رئيس CVS Health في مجلسها التنفيذيّ اعتبارًا من 7 مارس. في 20 فبراير 2019، في سياق جدل حول إساءة معاملة الأطفال على موقع يوتيوب، ألغت شركة والت ديزني إعلاناتها على مواقع مثل نستله وأبيك جيمز  ·  · . في 5 مارس 2019، عينت ديزني المدير السابق لشركة وارنر برزور. كريج هونيغ رئيس قسم جديد يسمى استوديوهات تلفزيون ديزني يجمع أنشطة أيه بي سي ستوديوز و 20 سينشري فوكس تيلفشن واستوديوهات فوكس 21 التلفزيونية. في 20 مارس 2019، أكملت ديزني شراء غالبية أصول 21 سينتشري فوكس مقابل 71.3 مليار دولار أمريكي  ·  · . في 1 أبريل 2019، أعادت شركة والت ديزني الدولية تنظيم مديرياتها في آسيا وعينت مديرين من شركة فوكس تحت قيادة عدي شانكار، ستار تي في السابق  · . في 12 أبريل 2019، بعد عرض Disney + في اليوم السابق، حصلت حصة DIS على 10٪ في بورصة نيويورك لتتجاوز 125 · . دولارًا. في 5 أغسطس 2019، كشفت ديزني النقاب عن مشروعها لمقر جديد في نيويورك في ميدان هدسون بمبنيين، أطولهما 19 طابقًا، 1,300,000 قدم مربع (120,774 مترًا مربعًا)، والمساحات التجارية في الطابق الأرضي، والجمع بين أنشطة ديزني وأيه بي سي بما في ذلك الإنتاج التلفزيوني مثل استوديوهات The View. في 11 ديسمبر 2020، أعلنت ديزني عن إطلاق إستار في أوروبا وأستراليا ونيوزيلندا اعتبارًا من 23 فبراير 2021 وفي قارات أخرى في عام 2021.وفي فبرابر 2024 صرحت شركة ديزني إنها ستدفع 1.5 مليار دولار مقابل حصة في شركة إيبك غيمز المصنعة للعبة "فورتنايت"، وتعمل ديزني مع مطور اللعبة لإنشاء "عالم للألعاب والترفيه" سيضم ألعابا وعروضا وشخصيات من ديزني مثل بيكسار ومارفل وستار وورز وأفاتار وغيرها.

## تنظيم الشركة
شركة والت ديزني هي مجموعة دولية متنوعة يقع مقرها الرئيّسي في بربانك، كاليفورنيا، والتي تنقسم إلى أربعة أقسام: إنتاج المحتوى السمعي البصري (الاستوديوهات)، ووسائل الإعلام، والمتنزهات وأماكن الترفيّه، والمنتجات الاستهلاكيَّة. ترتبط بعض أسماء مختلف الشركات التابعة للشركة بتاريخ الأخوين والت وروي ديزني: هايبريون هو الشارع الذي يضم أولى الاستوديوهات الكبرى، بوينا فيستا هو الشارع الذي لا يزال يضم مقر الشركة وشارع ليريك هو شارع حيث بنوا منزلهم في الأربعينيَّات . كانت الشركة دولية منذ الثلاثينيَّات. من الممكن دراسة وجود شركة ديزني من خلال التركيز على دولة واحدة، على سبيل المثال فرنسا أو إيطاليا أو روسيا.
في عام 2007، قررت ديزني إعادة تنظيم ثلاث علامات تجاريَّة رئيسيَّة: أيه بي سي وديزني وإي إس بي إن. تم وضع الهويات الجديدة في بداية العام.
في 14 مارس 2018، أعلنت ديزني عن إعادة تنظيم فوريَّة لأقسامها تحسباً لشراء 21 سينشري فوكس مع دمج المنتزهات والمنتجات الاستهلاكيَّة وإنشاء قسم يجمع توزيع المحتوى والعالميَّة  ·  · . في 20 أبريل 2018، أنشأت ديزني كيانًا جديدًا يسمى تجارب ديزني المميزة Disney Signature Experiences، مُستقل عن حدائق ومنتجعات والت ديزني Walt Disney Parks and Resorts الذي يجمع بين ديزني كروز لاين Disney Cruise Line ونادي عطلات ديزني Disney Vacation Club ومغامرات ديزني Adventures by Disney ومنتجع ديزني أولاني Disney Aulani Resort  · .. التقسيمات الجديدة (التفاصيل أدناه):
- استوديوهات والت ديزني للترفيه (إنتاج سينمائي) ديزني ميديا نتووركس (الإنتاج والنشر télévisuelle)
- الحدائق والتجارب والمنتجات الاستهلاكيَّة
- حدائق ومنتجعات والت ديزني
- تجارب ديزني المميزة
- منتجات ديزني الاستهلاكيَّة
- مجموعة ديزني التفاعلية الإعلاميَّة
- والت ديزني المباشر للمستهلك والعالم

## ديزني في العالم العربي

شعار والت ديزني العربي الأصلي. تم إيقاف استخدام هذا الشعار رسمياً من قبل شركة ديزني المحدودة (في المملكة المتحدة) في 2004.

بدأت ديزني مراحل دخولها إلى الوطن العربي بداية من منتصف السبعينيات حيث قامت ديزني بإرسال فيلم سنو وايت والأقزام السبعة ليحصل على نسخة مدبلجة إلى العربية بلهجتها المصرية، ليصبح أول فيلمٍ مدبلج لديزني في المنطقة العربية، تم تسليم الفيلم إلى المخرج أحمد كمال مرسي والملقب بشيخ المدبلجين والذي قام أيضًا بعمل أول عملية دوبلاج كاملة لفيلم أجنبي في الوطن العربي، وكان ذلك بمنتصف القرن العشرين، بالإضافة لكونه أول من عمل على الدبلجة في الوطن العربي، كان له السبق في إخراج دبلجة إلى العربية لأول فيلم كلاسيكي لشركة والت ديزني، وقد شارك فيه العديد من الممثلين المصريين تضمنوا عبد الوارث عسر وفاطمة مظهر، هذا الفيلم الذي أعتبرته ديزني طيلة عهدها جوهرة أعمالها كونه أول فيلم رسوم متحركة طويل في تاريخ صناعة الرسوم المتحركة. والذي أحتوى بعض الاختلافات عن الإصدار المنزلي الصادر عام 1995.
في عام 1994، تم افتتاح أول فرع عربي لشركة والت ديزني في الشرق الأوسط والمسمى بشركة ديزني جاوة الشرق الأوسط، تحت إدارة المدير سعودي الجنسية أحمد جمال جاوة عقب شراكة وقعت بينه وبين شركة والت ديزني العالمية، وعمل الفرع العربي على تولى تصريف شئون الشركة في الوطن العربي. حيث أشرف على مبيعات وتسويق منتجات «ديزني» بما فيها البرمجيات، والوسائط المتعددة التفاعلية، وألعاب الأطفال، والأثاث المنزلي، ومنتجات العناية الشخصية، والإلكترونيات الاستهلاكية، ومقاطع الفيديو باللغتين الإنجليزية والعربية.
بدأت شركة والت ديزني بالشرق الأوسط، أول أعمالها الأسد الملك في نفس عام افتتاحها وتم إرسال جزء من الفيلم إلى فريقي دوبلاج مختلفين في  مصر و  لبنان، لتقرر الشركة أي من البلدين ستتولى أمور الدبلجة لأفلام ديزني مستقبلًا وبأي لهجة تحديدًا، وكان الفريق المصري بقيادة المخرج سمير حبيب من أظهروا الجودة المطلوبة التي وافقت عليها الشركة.
تم استكمال عملية دوبلاج الفيلم وحصل على إخراج من المخرج عصام السيد، ومن إعداد نص الكاتب المتوفى عبدالرحمن شوقي، وذكر المخرج عصام السيد عمل سمير حبيب وعبدالرحمن شوقي على النسخ العربية لأغاني الفيلم والتي تضمنت «يلا نعيش الحب الليلة»، «هاكونا ماتاتا»، «في الغابة» و «أستعدوا».
عرض الفيلم بنسخته العربية في صالات العرض بنفس العام بعضهم بلغته الأصلية والأخرون بنسخته المدبلجة حتى ذاع صيت الفيلم بشكلٍ كبيرٍ في الشرق الأوسط وخصوصًا نسخته العربية، مما جعل بعض صالات العرض أن تتطالب الموزعين بعرض النسخة العربية في صالاتهم بدلًا من الإنجليزية،
وحصل الفيلم على شهادتين من شركة والت ديزني مشيدين بنسخته العربية، الأولى تم أرسالها للمخرج سمير حبيب على عملها المتقن، والأخرى للمؤدي عبدالرحمن أبو زهرة على أدائة المتقن في دور سكار.
في العام 1995، تم افتتاح قسم ستاليونز هوم فيديو بشركة ستاليونز للإنتاج والتوزيع الفني التي كانت قد أسست قبلها بعامين. بالإضافة إلى ترأس أحمد جاوة شركة والت ديزني جاوة - الشرق الأوسط قام أيضًا بإدارة شركة النشر والتوزيع ستاليونز هوم فيديو والتي عملت على تقديم محتوى شركة والت ديزني والشركات التابعة لها كشركة توتشستون بيكشرز بشكل يناسب مجتمع الشرق الأوسط عن طريقة توفير الترجمة العربية للأعمال مرفقة بإصداراتها أو المسارات الصوتية العربية أو كلاهما. قامت الشركة بإصدار أولى إصدارتها عام 1995 والتي تمثلت في إصدار عربي على شريط فيديو منزلي لفيلم ديزني المدبلج الأول في الشرق الأوسط سنو وايت والأقزام السبعة. هذا الأصدار هو أول إصدار شريط فيديو مدبلج للعربية في الوطن العربي.
تمت دبلجة العديد من الأعمال في التسعينيات والتي تضمنت فيلم بيكسار حكاية لعبة، وهو بدوره أول فيلم رسوم متحركة طويل يتم تحريكة حاسوبيًا بدلًا من الطريقة التي بدأت بيها شركة والت ديزني المعتمدة على التحريك اليدوي،
حصل الفيلم بدوره على شهادة على جودته، تم أرسالها لمؤدي شخصية وودي يحيى الفخراني لأدائة المتميز في نظر متخصصي الشركة.
بداية من عام 1997، تم تعين الأستاذة عائشة سليم -مصرية الجنسية- كمشرفة ومسئولة عن جميع نسخ ديزني العربية في الشرق الأوسط ضمن شركة ديزني كاركتر ڤويسيس العالمية، حيث تم افتتاح مكتب للأشراف على جميع أعمال ديزني المدبلجة في الشرق الأوسط بمصر (القاهرة، شارع سوريا).
في 2 أبريل، 1997، أطلقت ديزني النسخة العربية من قناة ديزني، وكانت آنذاك متوفرة فقط عبر شبكة أوربت، والآن أيضاً متوفرة عبر شوتايم أرابيا. في 2008، ديزني هي متقدمة في المفاوضات مع المخرج اللبناني الشاب شادي زين الدين لتمويل وإنتاج الفيلم آخر رواة القصص (The Last of the Storytellers)، فيلم عائلي مستوحاة من الفولكلور العربي، والذي سوف يبدأ إنتاج هذا الفيلم في أواخر 2009. هذا سوف يكون الخطوة الأولة في توسيع شركة ديزني في الشرق الأوسط. مع أن كان هناك أيضاً نقاشات منذ 2005 لافتتاح حديقة ملاهي « ديزني لاند » (Disneyland) جديد في مدينة دبي.
بحلول عام 2000، قامت شركة ستاليونز هوم فيديو ببيع ما يزيد عن مليوني شريط فيديو أصلي متعلق بشركة ديزني وشركاتها التابعة كشركة توتشستون بيكشرز وبونا فيستا. وأفتتح موقعهم الرسمي عام 2002 والذي أغلق مع أغلاق مكاتب الشركة عام 2005. في نفس عام أغلاق الموقع أنهيت الشراكة الواقعة بين عائلة أحمد جمال جاوة لتتولى إدارة جديدة إدارة الفرع العربي للشركة مع تغير تسميته إلى والت ديزني الشرق الأوسط وشمال أفريقيا.
في عام 2006، قامت ديزني بإغلاق مكتب الأشراف على أعمالها المدبلجة بمصر، واحدًا من ضمن عدة مكاتب تم أغلاقها في فترات متقاربة، لتنتقل عائشة سليم لتكمل دراستها.بعد ذلك عرض على عائشة سليم من مديرة ستوديو مصرية ميديا العمل على حلقة تجريبية من المسلسل آجلي بيتي باللهجة المصرية، لصالح شبكة أوربت شوتايم وخدماتهم من القنوات المدفوعة، لتقرر ديزني إعادة كل شيء ليد عائشة سليم مرة أخرى بأرسال الأفلام والمسلسلات لستوديو مصرية ميديا ليتم أعمال تحويلها للعربية.
في عام 2011 تم أرسال فيلم ديزني توون حكايات أميرة: أتبعي أحلامك، ليتلقى عملية تعريبه صوتيًا في ستوديوهين مختلفين كلٌ في بلد غير الأخر، حيث تمت دبلجة الحوار في ستوديو تنوير بالأردن، وتمت أعمال دبلجة الغناء بسوريا، ومن الأصوات الذي ظهرت في هذا العمل كريستينا إسحاق في الدور الغنائي لكل من الأميرة ياسمين، والأميرة شفق، ووفاء عبد الله في الصوت الحواري لنفس الشخصيتين.
في عام 2012 تم تغير إدارة الفرع العربي للشركة للمرة الثانية بعد المرة الأولى عام 2005، لتنتقل الإدارة إلى اعتماد قرارات جديدة مختلفة كليًا عن سابقتها، حيث اعتمدت على دبلجة جميع أفلام الشركة إلى اللغة العربية الفصيحة المعاصرة بدلًا عن اللهجة المصرية، ليكون أخر أفلامهم باللهجة المصرية هو ويني الدبدوب عام 2011، وأول أفلامهم المدبلجة باللغة العربية الفصيحة ضمن القرار هو أسطورة مريدا،
وهذا الأمر قد أدى لحالة من الأستياء عمت متابعي الشركة العرب من جميع الدول العربية، حتى أن قام بعض المعجبين بعمل عريضة على أحد المواقع تطالب ديزني بالعودة إلى سابق عهدها في الدبلجة باللهجة المصرية.
في 2013، وقعت الجزيرة للأطفال إتفاقية مع شركة والت ديزني لشراء باقة من أبرز أفلام وبرامج الشركة، وتتيح هذه الإتفاقية لتلفزيون ج - عضو في الجزيرة للأطفال- امتلاك الحقوق في منطقة الشرق الأوسط وشمال أفريقيا لعرض مجموعة من مسلسلات وأفلام ديزني مع إعادة دبلجتها إلى اللغة العربية الفصحى. كان أول فيلم عرض على القناة هو رابونزل بتاريخ 29 مارس.
في العام 2013 أيضًا، بدأت شركة والت ديزني بفرعها العربي بإيقاف التعامل مع الإستوديوهات المصرية بشكل شبه كلي، حيث قامو بارسال العديد من الأعمال لكل من الإستوديوهات في ( الأردن) و ( لبنان)، وبالتحديد في كل من ستوديو إيمدج برودكشن هاوس وتنوير للدبلجة، بأستثناء بعض الأعمال التي أحتوت على أغاني كفيلم ديزني الكلاسيكي ملكة الثلج وفيلم بيكسار القصير نغمة الآمل المصحوب بفيلم قلبا وقالبا.
تمت دبلجة كل من فيلم جامعة المرعبين، الأبطال الستة، قلبا وقالبا، طائرات والفيلم القصير موعد رايلي الأول بستوديو إيمدج برودكشن هاوس.
وتمت دبلجة مسلسل غرافيتي فولز بستوديو تنوير للدبلجة.
في نهاية عام 2015، قام المعجبون بعرض أستيائهم على المتجر الإلكتروني آيتيونز وجراء أستاء المعجبين من قرارات الشركة الحديثة عادت الشركة للتعامل كليًا مع الإستوديوهات المصرية وتحديدًا مصرية ميديا للقيام بدبلجة جميع أفلامهم ومسلسلاتهم للعربية، بداية من فيلم الديناصور اللطيف.
عام 2016، بدأت شركة والت ديزني بفرعها العربي في تحويل ديزني جونيور إحدى قنواتهم الثلاث المتوفرين ضمن باقات أوربت شوتايم المدفوعة، والموجهة للأطفال دون سن المدرسة، إلى اللغة العربية، وبدأت باضافة مسار صوتي عربي لبعض برامج القناة حتى تحولت القناة بالكامل إلى اللغة العربية مع امكانية المشاهدة باللغة الإنجليزية في حالة رغبة المستخدم، بدأت القناة بعرض العديد من المسلسلات المدبلجة إلى العربية بمسار الصوت العربي، ومنها علاء الدين بنسخته الرسمية المدبلجة باللهجة المصرية، صوفيا الأولى، قيادة الأسد الحارس، أصحاب ويني ونمور، حورية البحر، دكتورة ماكستافينز، ميكي ينادي يحيا النادي وغيرها من المسلسلات،
بالإضافة لعرضها لعدة أفلام تضمنت فيلم ديزني الكلاسيكي «بيتر بان» أحتفالًا بالعام الجديد.
وفي نفس العام قام المعجبون بشن حملة ضخمة على مواقع التواصل الاجتماعي تدعى ديزني لازم ترجع مصري مطالبين بعودة ديزني لدبلجة أعمالها باللهجة المصرية، وشارك في الحملة العديد من الفنانين والأعلاميين والمشاهير العظام، بداية من باسم يوسف مذيع برنامج البرنامج سابقًا، أحمد يونس أحد مذيعي الأذاعات المصرية، محمد هنيدي أحد النجوم الفكاهيين المصريين وغيرهم من المشاهير،
قامت إحدى صفحات موقع التواصل الاجتماعي فيسبوك بتنظيم هاشتاج أخر مساندًا للهاشتاج الأصلي تحت عنوان ديزني بالمصري والذي شارك فيه بقوة الفنان المصري محمد هنيدي عبر حسابه على موقع التواصل الاجتماعي تويتر.
ذاع صيت الحملة كثيرًا وصل أيضًا حتى شركة روتانا وشركة بي بي سي والعديد غيرهم الذين شاركوا في الحملة، وتمت استضافة الكاتب والشاعر المصري عمرو حسني والذي عمل على عديد من أفلام الشركة في عدة لقائات تلفزية.
جراء كل تلك المطالبات، شرعت الشركة في تغير بسيط في سياستها حيث قامت بتغير ما يعادل عشرون بالمائة من نص البحث عن دوري إلى اللهجة المصرية بالإضافة إلى وضع أسماء عربية لكل شخصية جديدة لم تظهر في أول جزء من الفيلم، وأستخدام الأسماء العربية من أول جزء في الفيلم للشخصيات المشتركة بين الفيلمين وتمت دبلجة أغنية هاكونا ماتاتا المعروضة بمسلسل ديزني جونيور قيادة الأسد الحارس باللهجة المصرية وبنفس الكلمات الرسمية المستعملة في مسلسل تيمون وبومبا والفيلم الأصلي الأسد الملك،
بالإضافة إلى وضعهم ما يعادل 10% من النص العربي لفيلم موانا باللهجة المصرية.

## الانتقادات والصراعات
يُنظر إلى الشركة أحيانًا على أنها رمز للثقافة الجماهيريَّة والإمبرياليَّة الثقافيَّة الأمريكيَّة وتوحيد وسائل الترفيه، وبيع الخبرات الحياتيَّة للسكان المحبطين واستغلال الأزمة الحاليَّة للهويات الفردية والجماعيَّة الناتجة عن الرأسماليَّة الجديدة. أثارت شركة ديزني، بسبب إنتاجاتها أو أنشطتها، أعمالًا متشددة من جانب النشطاء في جميع أنحاء العالم، ولكن أيضًا فتح العديد من الإجراءات القانونيَّة.
من عام 1991 إلى سبتمبر 2009، كانت عائلة ستيفن سليسنجر تُقاضي ديزني بسبب حقوق ملكية ويني ذا بوه. عندما توفي ستيفن سليسنجر عام 1953، وقّعت زوجته اتفاقية ترخيص مع ديزني. كانت إحدى التُهم هي تقديم ديزني لتقارير مُقتضبة إلى سليسنجر. كانت إحدى النقاط هي أن ديزني دفعت حقوق التكّيف للرسوم المتحركة ولكن ليس تلك الخاصة بالمنتجات المُشّتقة. كانت هذه البيانات ستؤدي إلى خسارة 2 مليار دولار أمريكيّ لعائلة سليسنجر. بعد 18 عامًا من التقاضي، حكم قاض في لوس أنجلوس بأن ديزني لم تنتهك الاتفاقيَّة الموقعة أو تحجب أي إتاوات.
في عام 1995، اتهمت مجموعة ضغط تسمى American Life League رابطة الحياة الأمريكيَّة العديد من أفلام ديزني بما في ذلك الاسد الملك و The Little Mermaid وعلاء الدين باحتوائها على رسائل مموهة وصور ذات توجه جنسي  · . بالنسبة إلى The Lion King، ناقض هذا الادعاء توم سيتو، رسام الرسوم المتحركة والكاتب في الفيلم، الذي أوضح أن الحروف المكتوبة في الغبار كانت مؤثرة، وأنها كانت بيضة عيد الفصح من قسم الرسوم المتحركة، مع عدم وجود نية لإثارة الجدل.
وقد اتُهمت الشركة أيضًا بإساءة مُعاملة الحيوانات من قبل مجموعات رعاية الحيوانات في المقام الأول بسبب الرعاية والإجراءات المعمول بها في الحياة البرية في Disney's Animal Kingdom park  ولاستخدام الجراء غير المرغوب فيهم في 101 Dalmatians (1996). انتقدت مجموعات رعاية الحيوان أيضًا تأثير الفيلم على زيادة الطلب على الجراء من قبل الجماهير غير المستعدة لتبني الحيوانات، والتي تخلى معظمها لاحقًا عن الحيوان. أعلنت الجماعات الدينية نفسها ضد بث المنتجات التي تعتبرها مسيئة، على سبيل المثال:
- الاحتجاجات العنيفة للرابطة الكاثوليكيَّة الأمريكيَّة ضد إصدار بعض أفلام ميرماكس بما في ذلك Priest (1994) و Dogma (1999).[179] قامت شركة ديزني بتأجيل موعد إصدار فيلم Dogma بسبب الجدل الدائر حول الفيلم، ولذلك قامت ببيع حقوق التوزيع لشركة ليونز غيت فيلم Lions Gate Film؛
- والرابطة الكاثوليكيَّة الأمريكيَّة، المرتبطة بجمعيات الله والجماعات المحافظة الأخرى، أدانت أيضًا أفعال ديزني وشركائها الإعلانيين، برنامج ABC Nothing Sacred (in) عن القس اليسوعي، وكتاب للأطفال بعنوان Growing Up Gay نشرته هايبريون Hyperion، واحتفالات المثليين والمثليات السنويَّة التي أقيمت في حدائق ديزني [179] · [180] · .[181]

صوتت اتفاقية المعمدانية الجنوبية وجمعية الأسرة الأمريكية لمقاطعة ديزني من أجل معارضة عروض مزايا الشراكة المحلية المقدمة للموظفين المثليين ولإظهار معارضتهم لسلسلة ABC's Ellen، والتي تظهر فيها شخصية Ellen DeGeneres. تجاهلت ديزني المقاطعتين اللتين تم سحبهما في عام 2005  · .
ينتقد تقرير التنمية البيئية لمنطقة Great Guana Cay في جزر أباكو ديزني لسوء إدارة قطعة أرض مساحتها 90 فدانًا (0.36 كيلومتر مربع) طورتها ديزني جزئيًا لمشروع ديزني كروز تحت اسم Treasure Island ولكن بعد ذلك هَجرت الموقع. يستنكر التقرير الصادر عن جامعة ميامي وكلية جزر الباهاما شركة ديزني لتركها معدات خطرة ومحولات كهربائية وخزانات بنزين وأيضًا لجلب أنواع من النباتات والحشرات الغريبة التي أزعجت النباتات والحيوانات المحلية.
وقد اتهمت الشركة بارتكاب انتهاكات لحقوق الإنسان تتعلق بظروف العمل في مصانع المنتجات المشتقة بشكل رئيسي في آسيا  · .
في الولايات المتحدة، أُجبر متجر ديزني في نهاية عام 2016 مثل العديد من المتاجر الأخرى على عدم اللجوء إلى «جدولة العمل عند الطلب»، وهي ممارسة تجبر الموظفين على إبلاغهم بساعات عملهم فقط. قبل ساعة أو ساعتين من بدء خدمتهم. مرتبطة بعقد الصفر ساعة. في 17 مارس 2017، طلبت وزارة العمل من شركة والت ديزني أن تسدد تعويضات لموظفي فلوريدا البالغ عددهم 16000 موظف في Disney Vacation Club و Walt Disney Parks and Resorts 3.8 مليون دولار أمريكيّ عن رسوم صيانة الأزياء المطبقة.إلى أجورهم مما يجعلها أقل من الحد الأدنى القانوني  ·  ·  · ..

## وصلات خارجية
- الموقع الرسمي
- الموقع الرسمي